# Arrondissement Torcy
Das Arrondissement Torcy ist eine Verwaltungseinheit des französischen Départements Seine-et-Marne in der Region Île-de-France. Hauptort (Sitz der Unterpräfektur) ist Torcy.

## Kantone
Das Arrondissement untergliedert sich in 8 Kantone:
- Champs-sur-Marne
- Chelles
- Lagny-sur-Marne
- Ozoir-la-Ferrière (mit 5 von 12 Gemeinden)
- Pontault-Combault
- Serris (mit 8 von 24 Gemeinden)
- Torcy
- Villeparisis (mit 3 von 6 Gemeinden)

## Gemeinden
Die Gemeinden des Arrondissements Torcy sind:
| 1. Bailly-Romainvilliers (77018)    | 2. Brie-Comte-Robert (77053)          | 3. Brou-sur-Chantereine (77055) | 4. Bussy-Saint-Georges (77058)   |
| 5. Bussy-Saint-Martin (77059)       | 6. Carnetin (77062)                   | 7. Chalifert (77075)            | 8. Champs-sur-Marne (77083)      |
| 9. Chanteloup-en-Brie (77085)       | 10. Chelles (77108)                   | 11. Chessy (77111)              | 12. Chevry-Cossigny (77114)      |
| 13. Collégien (77121)               | 14. Conches-sur-Gondoire (77124)      | 15. Coupvray (77132)            | 16. Courtry (77139)              |
| 17. Croissy-Beaubourg (77146)       | 18. Dampmart (77155)                  | 19. Émerainville (77169)        | 20. Esbly (77171)                |
| 21. Férolles-Attilly (77180)        | 22. Ferrières-en-Brie (77181)         | 23. Gouvernes (77209)           | 24. Gretz-Armainvilliers (77215) |
| 25. Guermantes (77221)              | 26. Jablines (77234)                  | 27. Jossigny (77237)            | 28. Lagny-sur-Marne (77243)      |
| 29. Lesches (77248)                 | 30. Lésigny (77249)                   | 31. Lognes (77258)              | 32. Magny-le-Hongre (77268)      |
| 33. Montévrain (77307)              | 34. Montry (77315)                    | 35. Noisiel (77337)             | 36. Ozoir-la-Ferrière (77350)    |
| 37. Pomponne (77372)                | 38. Pontault-Combault (77373)         | 39. Pontcarré (77374)           | 40. Roissy-en-Brie (77390)       |
| 41. Saint-Germain-sur-Morin (77413) | 42. Saint-Thibault-des-Vignes (77438) | 43. Serris (77449)              | 44. Servon (77450)               |
| 45. Thorigny-sur-Marne (77464)      | 46. Torcy (77468)                     | 47. Tournan-en-Brie (77470)     | 48. Vaires-sur-Marne (77479)     |
| 49. Villeneuve-le-Comte (77508)     | 50. Villeneuve-Saint-Denis (77510)    |                                 |                                  |

## Geschichte
Das Arrondissement Torcy wurde am 26. Februar 1993 eingerichtet, um dem Bevölkerungswachstum in der Region zu begegnen. Die Unterpräfektur lag zunächst in Noisiel und wurde am 30. April 1994 nach Torcy verlegt.

## Neuordnung der Arrondissements 2017

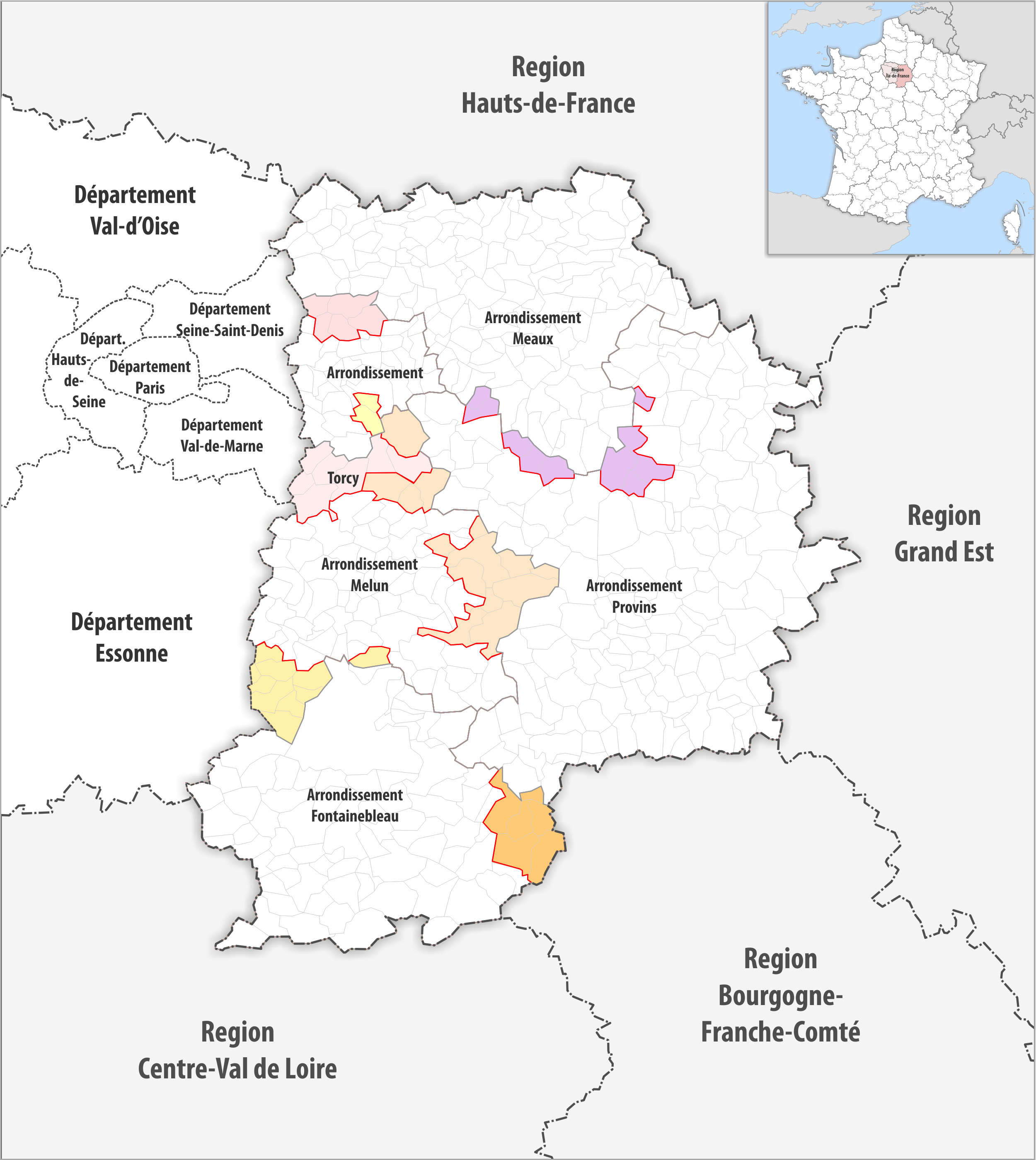
Arrondissementsanpassungen im Jahr 2017

Durch die Neuordnung der Arrondissements im Jahr 2017 wurden aus dem Arrondissement Torcy die Flächen der fünf Gemeinden Annet-sur-Marne, Claye-Souilly, Le Pin, Villeparisis und Villevaudé dem Arrondissement Meaux und die Flächen der zwei Gemeinden Ferrières-en-Brie und Pontcarré dem Arrondissement Provins zugewiesen.
Dafür wechselten die Flächen der sieben Gemeinden Brie-Comte-Robert, Chevry-Cossigny, Férolles-Attilly, Gretz-Armainvilliers, Lésigny, Servon und Tournan-en-Brie vom Arrondissement Melun zum Arrondissement Torcy.

## Änderungen seit 2017
Zum 20. Dezember 2017 wurden die Flächen der zwei Gemeinden Ferrières-en-Brie und Pontcarré aus dem Arrondissement Provins wieder dem Arrondissement Torcy zugewiesen.
Zum 27. August 2018 wurden die Flächen der zwei Gemeinden Villeneuve-le-Comte und Villeneuve-Saint-Denis aus dem Arrondissement Provins dem Arrondissement Torcy zugewiesen.
Zum 31. Dezember 2019 wurden die Flächen der drei Gemeinden Esbly, Montry und Saint-Germain-sur-Morin aus dem Arrondissement Meaux dem Arrondissement Torcy zugewiesen.